# 🇧🇾
🇧🇾 is een Unicode vlagsequentie emoji die gebruikt wordt als regionale indicator voor Wit-Rusland. De meest gebruikelijke weergave is die van de vlag van Wit-Rusland, maar op sommige platforms (waaronder Microsoft Windows) ziet men de letters BY.
De vlagsequentie is opgebouwd uit de combinatie van de Regional Indicator Symbols 🇧 (U+1F1E7) en 🇾 (U+1F1FE), tezamen de ISO 3166-1 alpha-2 code BY voor Wit-Rusland vormend.
Deze emoji is in 2010 geïntroduceerd met de Unicode 6.0-standaard.

## Gebruik

De landsvlag van Wit-Rusland

Deze emoji wordt gebruikt als regionale aanduiding van Wit-Rusland.

## Codering

De Emoji One-implementatie

### Unicode
In Unicode vindt men de 🇧🇾 met de codesequentie U+1F1E7 U+1F1FE (hex).

### Shortcode
Er zijn shortcodes  voor 🇧🇾; in Github kan deze opgeroepen worden met :belarus:,  in Slack kan het karakter worden opgeroepen met de code :flag-by:.